# フォード・ファルコン (オーストラリア)

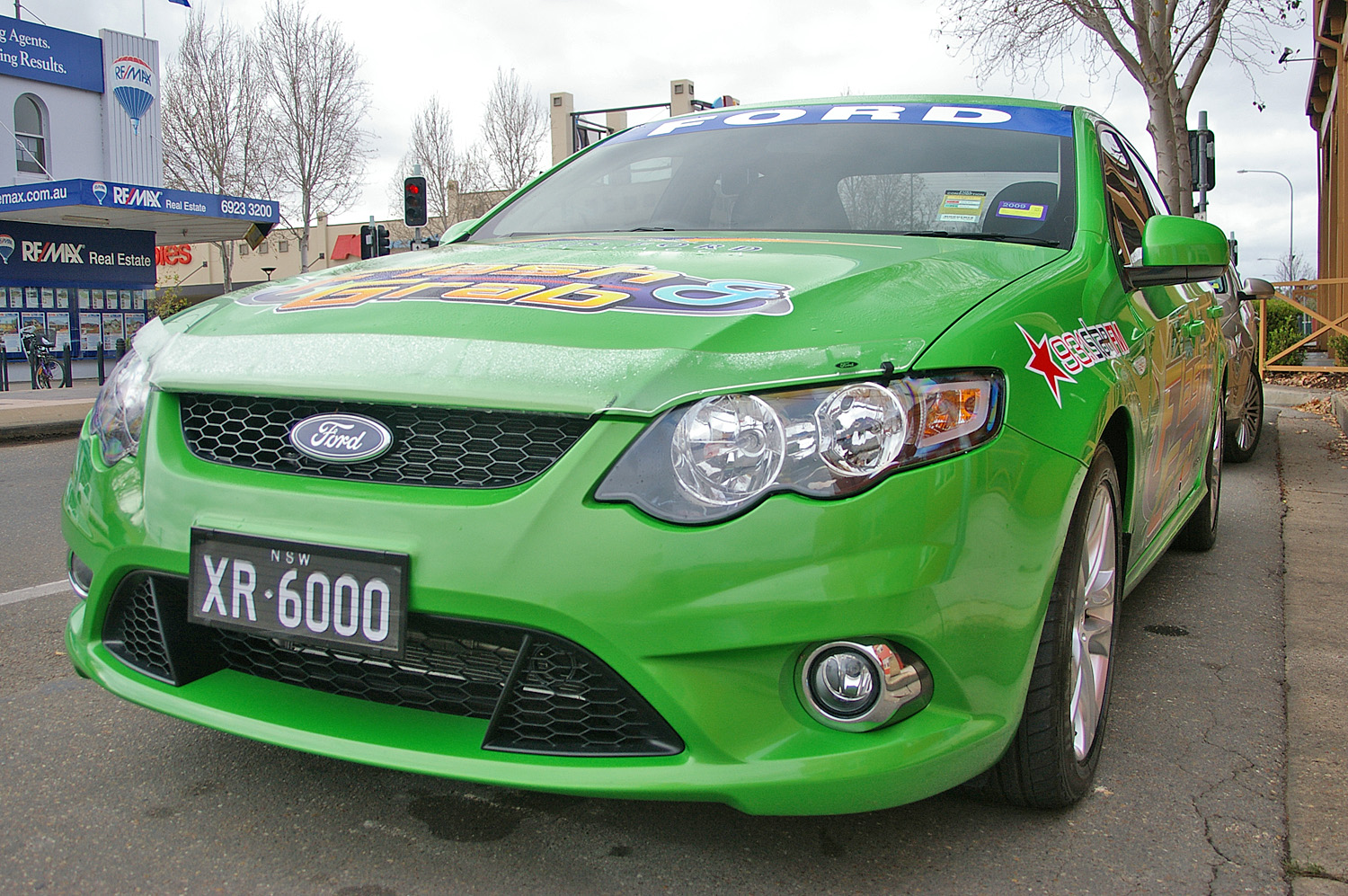
フォード・ファルコン (オーストラリア)

フォード・ファルコン (Ford Falcon) は、フォード・オーストラリアが生産・販売していた自動車である。
なお、フォード・ファルコンの名称は他にも下記の2つの車両にも用いられている。
- ファルコン (北米)（英語版） はフォード・モーターによって1960年から1970年にかけて生産されたモデルで、オーストラリアのファルコンのベースになったモデルである。
- ファルコン (アルゼンチン)（英語版） はフォード・アルゼンチン（英語版）によって1962年から1991年にかけて生産されたモデル。アメリカのモデルをベースとしている。

## 概要
1950年代フォード・オーストラリアは、イギリス・フォードと同じゼファー、コンサル、ゾディアックなどを現地生産しており、これらのモデルは概ね好評であったが、輸入部品による高い関税が影響して車両価格面でライバルであるホールデン車の人気におされ、売り上げが悪化していた。そのためフォード・オーストラリアは、ホールデン車に対抗できる現地生産車を立ち上げることを決定した。
当初イギリス・フォードから高額の型鋳造を購入してゼファーの組み立てが検討されていたが、1958年にデトロイトのフォード本社を訪れた幹部らは、北米デビューが準備されていた北米におけるファルコンをみて、ライバルのホールデン車（FBシリーズ）とほぼ同じサイズでありながら、より低く、ワイドでモダンであり、ワイドボディーはベンチシート6人乗りが可能で、さらに2速オートマチックも用意されており、即座にこれは新しいプロジェクトに最適なモデルだと判断され、このファルコンが新たなオーストラリア車として生産されることが決定された。
1959年フォード・オーストラリアは、メルボルン北部のブロードメドウズにファルコンを製造するための新工場を建設。カナダで設計された工場の屋根は、雪が溜まらない様な形状をしていたが、メルボルンでの降雪は希である。
こうして誕生したオーストラリア製のファルコンは、1960 - 70年にかけては米国フォードのファルコンを右ハンドル化し、オーストラリアの過酷な道路に対応できるように改良したものを生産していたが、本家ファルコンの生産が終了したあと、1972年のXAモデルから開発・設計とも完全にオーストラリア独自になった。
その結果ファルコンはロングセラー車となり、そのほとんどがオーストラリアとニュージーランドという小さな市場だけで、累計300万台以上を売り上げている。またオーストラリアの乗用車売り上げチャートで何度もトップの座を獲得しており、同国のライバルであるホールデン・コモドアと並ぶ人気車種である。ただし上記の通りオセアニア以外には大々的な輸出が行なわれていない。
2010年6月28日朝、ファルコン誕生50周年とフォード・オーストラリアの創業85周年を記念した祝典がブロードメドウズ工場で行なわれ、従業員達の初代XKモデルから最新型まで新旧200台以上のファルコンが生産ライン裏の駐車場に集結。
さらに工場内では約1時間操業を停止し、歴代モデルを生産ラインに並べるなどの式典が開催された。
フォード・オーストラリアは、この50年間でマイナーチェンジを含め約27モデル、約350万台のファルコンを生産した。
2013年5月23日、フォード・オーストラリアは2016年10月をもって56年の歴史を持つファルコンを廃止すると共に、ブロードメドウズ工場を閉鎖すると発表した。フォードはブロードメドウズ工場の生産コストは同社のアジア工場に比べて約4倍、ヨーロッパの工場と比べても2倍のコストが掛かっていることに加え、ファルコンをはじめとする大型セダンの売り上げが大幅に落ちていることを理由に91年間続くオーストラリアでの自動車生産に幕を閉じることを決定した。
2016年10月7日、最後のファルコンが生産ラインを離れ、ブロードメドウズ工場が閉鎖された。なおファルコンのモデルネームは世界中の数あるフォード車のモデル名の中で、最も長く続いているものであったが、56年の歴史に幕を閉じた。

## 歴史

### 初代（1960年 - 1966年）

#### XKファルコン
1960年9月登場。当初は4ドアセダンのみで、「ファルコン」と「ファルコン・デラックス」2つのトリムグレード展開。基本的に北米のファルコンを右ハンドル化しただけのものだったが、田舎のディーラーでは悪路に対応するために、強化リアサスペンションやより大きな6.50 x 13インチタイヤへの改良が頻繁に行なわれていた。
1960年11月、ステーションワゴンを追加。
1961年5月、Utilityとパネルバンが追加されボディ・ラインナップを拡大。正式名称はそれぞれ「Falcon Utility」と「Falcon Sedan Delivery」であった。
ファルコンの売り上げは好調で、オーストラリアにおいて初めてホールデン車を脅かす存在が現れたとされた。

#### XL
一部を豪州独自に改良したXLモデルは1962年初頭に登場。フェアレーンの強化サスペンションシステムを流用。
その他、シリーズのトップモデルとして「Falcon Futura Sedan」と「Falcon Squire Station Wagon」が追加され、ステーションワゴンは、ボディーサイドとテールゲートに木目調のデコレーションが付いていた。

#### XM
初のオーストラリア・デザインのボディで1964年に登場。テールライトはオーストラリアの環境に合わせて位置が高くされ、フロントはクロームグリルで覆われたマスクを採用。ステアリング・リンケージが強化され、タイロッドは北米モデルの1/2インチから9/16インチへとアップグレードされた。
サスペンションも同時に改良が施された。2ドアハードトップボディーも追加され「Falcon Deluxe」と「Falcon Futura」のグレードが用意された。

#### XP
このXPから、上級グレードにあたるフェアモントが登場。このXPモデルの成功が
フォード・オーストラリアの将来を支える重要なモデルとされ、You-Yangsテストグラウンドで、70mph (110km/h) 以上で110,000kmを走るという冒険的なデモンストレーションが行なわれ、これが成功すると同時に名声のあるオーストラリア売り上げNo.1の月刊自動車誌「Wheels」のWheels Car of the Yearに輝く。
2速のオートマチックは3速へと進化、フロント・ディスクブレーキがオプション設定される（フェアモントとハードトップモデルには標準装備）。北米モデルの流れを汲むステーションワゴンのSquireレンジはこのモデルが最後となり、「Futura Sedan」と「Squire Wagon」は新たに登場したフェアモントに移行する
このXPレンジには、Bill Warnerによる260ci/289ciのV8エンジンが3速オートマチックまたは4速マニュアルと組み合わせて搭載されたモデルも存在した。これらは後述する次世代モデルのGT Falconの先行車となる。

#### ラリー競技
1964年のハンディキャップ制度における小排気量車優勢となっていたラリー・モンテカルロでボー・リュングフェルトのドライブにより大排気量を活かし全SSタイム上トップタイムをマークしていたが、この重いハンデ制により総合成績は2位に留まる。

### 2代目（1966年 - 1972年）

#### XR
1966年9月、2代目へとモデルチェンジ。スタイリングはアメリカの同年型をベースとしていた。
"Mustang bred Falcon"(マスタング育ちのファルコン)と宣伝されオーストラリア・ファルコン初のV8エンジンモデルが登場。
そのV8は289ci (4.7L)のWindsorエンジンで、それまでは一部の高級車に限られていたV8エンジンを、オーストラリア製乗用車と
して初めて全てのトリムにオプション設定された。
直6エンジンは、144ci (2.4L)が廃止されベースモデルが170ci (2.8L)、他に200ci (3.3L)が選択できた。
グレード展開はファルコン、ファルコン 500、フェアモント・セダン、ファルコン・ワゴン、ファルコン 500ワゴン、フェアモント・ワゴン、 ファルコンUtilitie (Ute)、ファルコン 500 Utilitie、ファルコン・バンの計9種類
新型のワゴンのホイールベースはセダンと共通の111inch (2,800mm)であり、アメリカのファルコン・ワゴン115inch (2,900mm)とは
異なっていた。
ファルコン 500は先代XPのファルコン・デラックスの後継として設定された。なお先代にあった2ドアハードトップボディは設定されなかった。このXRも先代XPに続き1966年Wheels Car of the Yearに輝く。
1967年販売戦略上マスタングのスポーティなイメージをアピールするため225bhpを発生するマスタングと共通の289ci (4.7L) Windsor V8エンジンを搭載したファルコンGTシリーズが登場する。このモデルの登場がオーストラリアン・マッスルカーの幕開けとなる。
一部を除いては全て'GT Gold'(ゴールド)のボディカラーにペイントされていた。その他には8台の"Gallaher Silver"(シルバー)とRusset Bronze(ブロンズ)、Sultan Maroon(マルーン)、Polar White(ホワイト)、Avis White(ホワイト)、Ivy Green(グリーン)の5色があった。
スペック上は同じだがゴールド以外のボディカラーは特に希少である。

#### XT
1968年、一部改良されたXTモデルに進化。フロントグリルが分割され、GTモデルはフォグランプとボディサイドに
ピンストライプが装備された。直6エンジンは188ci (3.1L)と221ci (3.6L)が選択できた。V8エンジンは従来の289ci (4.7L)
から新型の302ci (4.9L)Windsorに変更された。

#### XW
1969年登場。GTは、カナダ製の351ci (5.8 L)Windsorエンジンを搭載。291hp (217 kW)を発揮。
GTはワイドボディにレーシングスタイルのスクープ付きブラックアウトボンネットや'Super Roo'ボディストライプなどの専用意匠を持つ。この時代はレース活動も盛んであり、「日曜日のレースで優勝を飾り、月曜日にその市販車を売る」とまで言われた。
そして1969年8月にGT-HOモデルが登場する。このGT-HOはホモロゲーション向けに生産され外装は普通のGTと見分けがつかないほどだったが、よりハイパフォーマンス化されたエンジンとサスペンションを備えており、'HO'とはHandling Option（ハンドリング・オプション）の意味だった。フェイズIモデルでは351ci Windsor V8、翌1970年に登場したフェイズIIモデルでは351 Clevelandに変更され300hp (224 kW)を発揮した。 このGT-HOは2000年代後半、400,000豪ドルのプレミアム価格を付けたこともある。
XWでは、GS ('Grand Sport') オプションも追加された。エンジンラインナップはXT同様、直6が188ci (3.1L)と221ci (3.6L)の2種、
V8は302ci Windsorが搭載されており、GTシリーズと同意匠のスポーツインストルメントパネルとスポーツホイールトリム、ボディストライプなどが装備された。GTシリーズはXAモデルまでで姿を消したが、このGSは1978年のXCモデルまで続きGTよりロングセラーとなった。

#### XY
1970年10月、XY登場。直6エンジンがさらに拡大され、200ci (3.3L)と250ci (4.1L)となる。2V(ツイン・ベンチュリー)の351
クリーブランドV8がセダン全モデルにオプション。この1970年のGTとGT-HOもコレクターズアイテム化している。
1971年351クリーブランドV8エンジンをアップグレードし385bhp (287kW)を発生した1971 XY GT-HO フェイズIIIが
登場。最高速度は141.5mph (227.7km/h)に達しオーストラリア製4ドア量産車で最速であった。
なお直6エンジンはオーストラリア製で、V8エンジンは当初輸入品で1972年半ばからオートマティック用を含め地元のGeelong Foundry製になった。トランスミッションはフォードとボルグワーナー製があり、ボルグワーナーはリアアクスルも供給していた。
1972年オーストラリア製乗用車初の四輪駆動バージョンがラインナップに追加される(Uteのみ)。
このXY型ファルコンはその輝かしいレース活動や、当時最速を誇ったパフォーマンス、製造クオリティなどを含め2000年代後半に「ベスト・ファルコン」と言われており、他の世代に比べても高価格で取引されている。

### 3代目（1972年 - 1979年）

#### XA
北米の本家ファルコンの生産が終了し、この型から開発・設計とも完全にオーストラリア独自のモデルとなるが、しばらくはベースの同じフォード・トリノとの類似性が容易に発見できた。
日本では馴染みのない車種であったが、京都の相互タクシーが先代モデルにひきつづき1973年型のあずき色XAファルコンをタクシーとして使用していた。

#### XB
1973年、XB登場。マルチファンクション（ターンシグナル、ライトコントロール、ホーン）コンビネーションレバーを採用。また、パネルバンとUtilityにそれぞれ"Surferoo" と "Surfsider"トリムグレードが追加される。ちなみに、映画初代マッドマックスの劇中車であるインターセプターのベース車両が、XBのGTモデル。

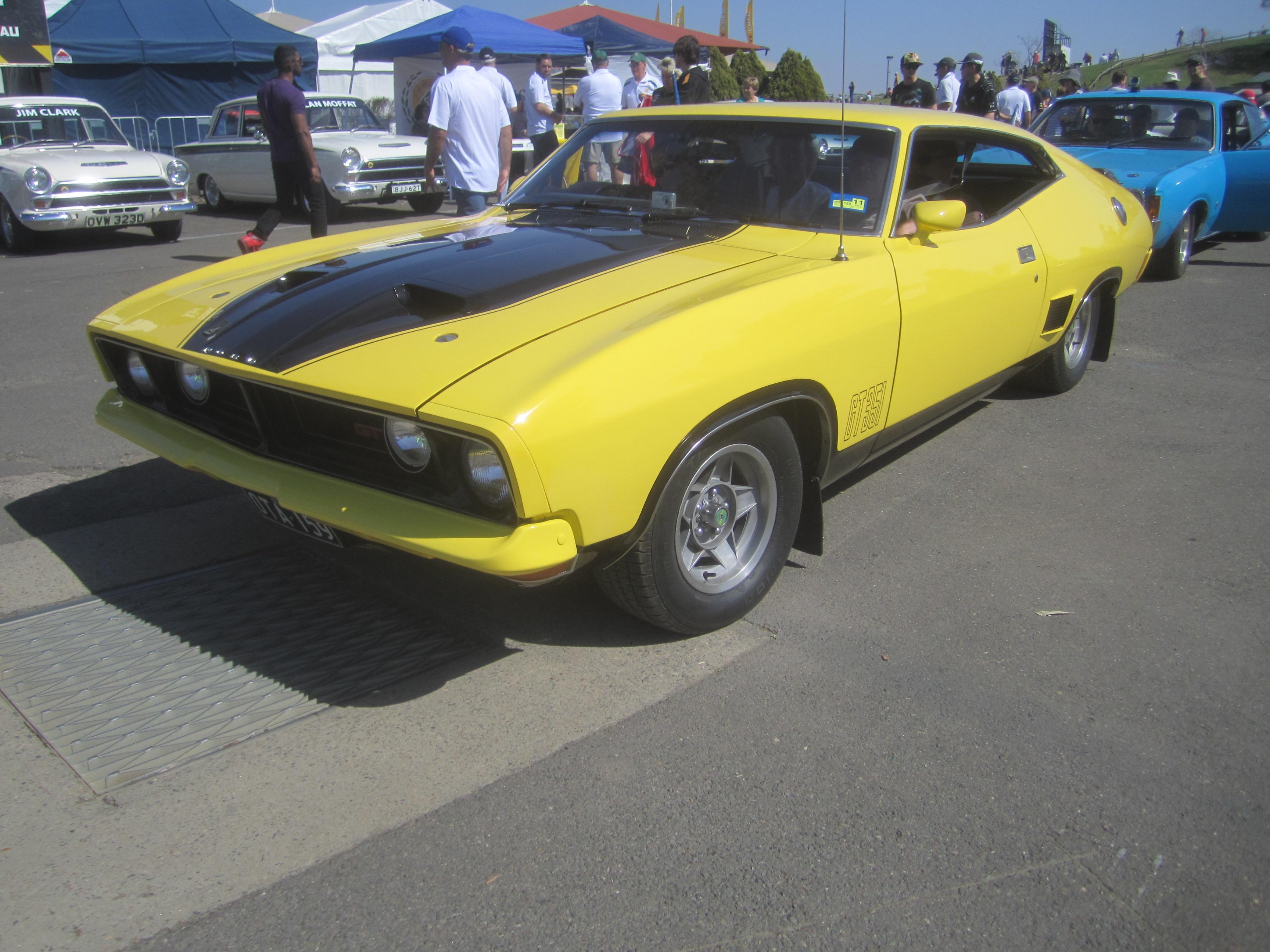
1973 Ford XB Falcon GT Hardtop
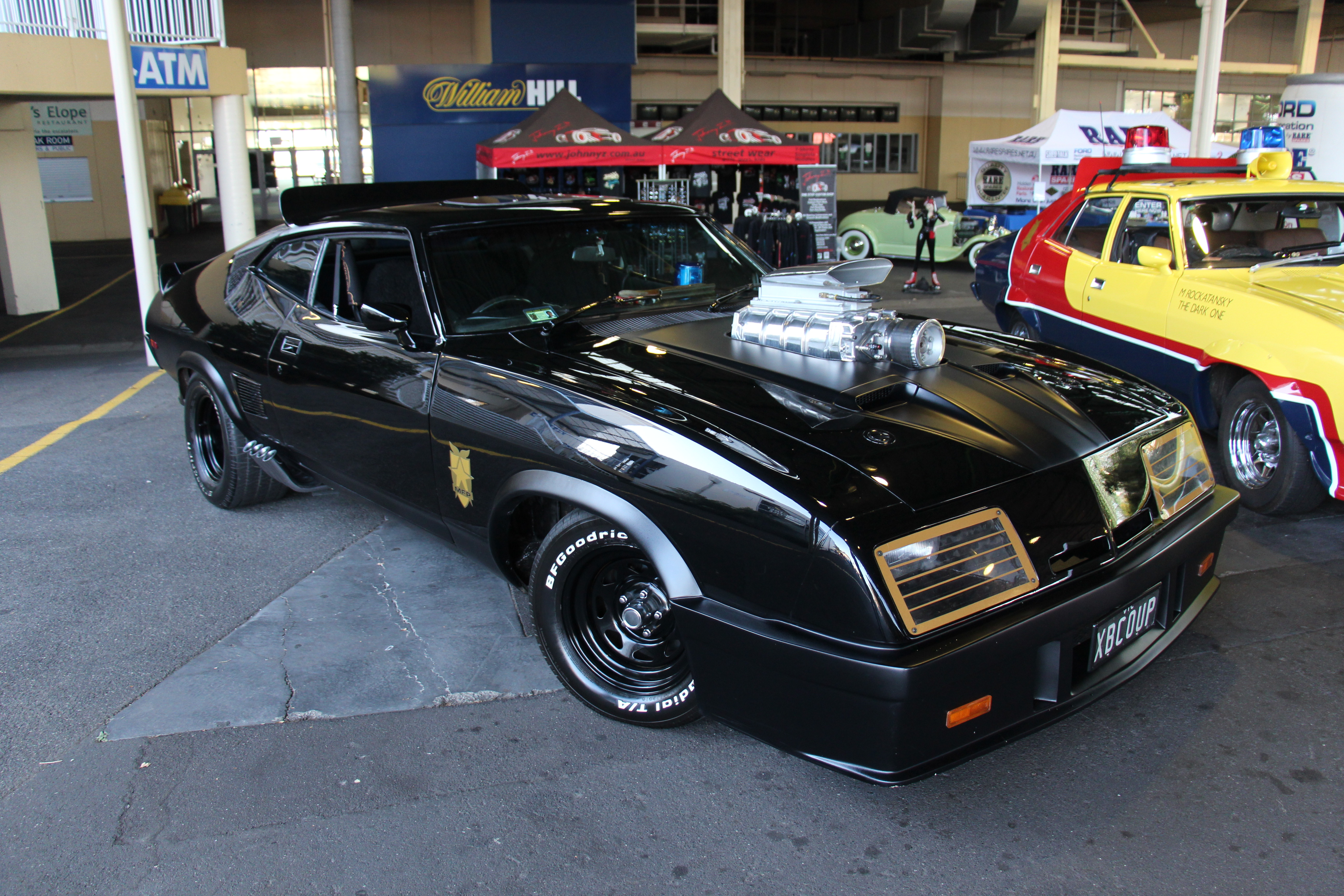
映画マッド・マックス用に改造されたFord XB Falcon

#### XC
新しい公害対策基準「ADR27A」を初めてクリアして1976年に登場。

### 4代目（1979年 - 1988年）

#### XD
XD (Project Blackwood) は、1979年にそれまでのアメリカ調から一新、ヨーロッパ調のクリーンで、空気抵抗を約10%改善したスタイリングを纏って登場した。
欧州フォードのグラナダと酷似した意匠であったが、こちらの方が若干大きく高級感は落とされていた。
ボディーを強化することで多くの構成部品を取り除くことができ、軽量化され運動性能やブレーキ性能の向上が図られた。トランスミッションは、6人乗りモデルが3速コラムマニュアルと3速コラムオートマティック、5人乗りモデルは4速フロアマニュアルと3速フロアオートマチック。「Fairmont Ghia」グレードは「GXL」に変更。
当初、初代ホールデン・コモドアにクオリティや燃費面で粘り強く追いまわられたが、1980年にアロイヘッド・エンジンが投入され、これにより1950年代をルーツとする旧態化したOHV 6気筒エンジンの燃費が向上した。またオーストラリア政府が1979年の第二次オイルショックを期に、より厳しい公害防止策を打ち出したためハイパフォーマンスカーの開発が縮小された。
後にフォードはこの時、ファルコンをコードネームCapriocornと名づけられた小型のFWDセダンとハッチバックに置き換えることを検討をしていたが、1981年ファルコンの販売が好調だったためそのプロジェクトはキャンセルされた。
また5ドアハッチバックのみだった欧州フォードのスコーピオを4ドアセダン化する案もあり、こちらはクレイモデルが作られるところまで進んでいた。

#### XE
オイルショックが収まり、ダウンサイジングされたホールデン・コモドアに奪われていた顧客がまたフルサイズのファルコンに戻ってきた1982年モデルのXEは、ワッツリンクコイル・リアサスペンション、省燃費デファレンシャルレシオ（4.1Lモデル）、オプションで5速マニュアルも用意され、この10年余りで初めてライバルであるホールデン・コモドアに販売面で優位に立った。
そして実に1988年にコモドアがフルサイズクラスに戻るまでの間ファルコンはオーストラリアの乗用車売り上げNo.1の座を維持した。
また、フォード・オーストラリア製のV8エンジンは1982年までと発表されていたが、大量の部品在庫があったため組み立ては1984年まで続いた。またこの時期には351ciのNASCARで使われるのと似たレース用のエンジンも国内レース向けに組み立てていたが、1985年に351ciエンジンによるレース活動が終了すると、残りのエンジンはアメリカ市場に販売された。
4.9LのV8エンジンに取って代わり4.1L電子制御燃料噴射の直6エンジンが投入され、その結果V8エンジンは1983年から1991年までの間姿を消すことになる。

#### XF
XFのセダンとワゴンは1984年10月から1988年2月にかけて販売された。1986年1月からは無鉛ガソリン対応に改良されている。またUteは、1993年3月まで生産された。
ハンドリングや乗り心地に関しては優秀とされたが、パワーアシストのなかったステアリングは、駐車時など低速では重くまたUターン時などのキックバックがとても強かった。
パワーステアリングと4輪ディスクブレーキは1986年に標準化された。XFの販売は好調で累計27万8千台あまりが生産された、

#### XG
セダンとワゴンが5代目EAシリーズにモデルチェンジされた後も、商用車であるUteとパネルバンはXF型が継続された。しかしエンジンは新しいEAシリーズのOHCが投入された。
XGは1993年3月に登場。ファルコンの商用モデルUteにLongreachという新たなサブネームと共に新エンジンが投入された、外装もアップデート。3速のコラムマニュアルが廃止（コラムオートマティックは継続）。
サブネームの'Longreach'とは、オーストラリア北東部に位置するクイーンズランド州の地名であり、そこはカンタス航空発祥の地で、有名な牧夫のホームタウンであるなど、タフなワークホースのイメージに由来している。このモデルのメディアへの発表はこの地で行われた。

#### XH
XHのUteとパネルバンは1996年に発表された。このモデルは実質的にはXGモデルにEF型セダン・ワゴンのフロントマスクを与えただけのモデルである。1997年11月にシリーズIIが登場し、商用モデルにもV8エンジンが復活した。パネルバンは人気が下降しこの世代を最後に生産を終了した。

### 5代目（1988年 - 1998年）

#### EA
1988年2月、販売開始。
5代目ファルコンは当初マツダ・626やマツダ・929、米国フォードのトーラス/セーブルなどの車体を流用することが検討されていたが、ボディサイズなどが豪州市場に合わないため、結局7億豪ドルの開発費をかけてEA26型として独自に開発された。外装は再び欧州フォードのスコーピオと酷似したものとなったが、中身は完全に豪州設計であり、ファルコン史上初の風洞実験が取り入れられ、Cd値は旧型の0.44から0.34へと大幅に向上した。
このEA型はセダンとワゴンのみラインアップされ、ユートとパネルバンについては旧型のXFファルコンが継続生産された。また、型式のEA26のEはラージサイズ、AはAustralia、26はフォードのグローバル・プロジェクトナンバーを意味している。
1979年の第二次オイルショックで小型化されたライバルのホールデン・コモドアに対して、ファルコンはフルサイズのワイド
ボディや後輪駆動を守り抜き、結果的にそれが販売好調につながっており、このことからオーストラリアでは以前よりは小さくなったとは
言え、やはりフルサイズのファミリーカー人気が高いことが明確になった。さらにワイドボディーは、前席にベンチシートを取りつけて横に3人座っても快適なことから、オーストラリアのタクシー車需要でもフォードが優位に立つことができた。
エンジンは直列6気筒 3.2L CFIエンジン、および3.9L、3.9Lマルチポイント・インクジェクションが搭載され、T50D 5速マニュアルトランスミッションと、ボルグワーナー M51 3速オートマチックトランスミッションが組み合わせられた。なお、M51についてはシリーズIIに改良する際にBTR 85LE 4速オートマチックトランスミッションに変更された。
グレード構成は、ベースモデルの「GL」、上級モデルの「Fairmont」、最上級モデルの「Fairmont Ghia」、スポーツモデルの「S」がラインアップされ、FairmontとSについては3.9Lエンジンが、Fairmont Ghiaについては3.9L MPIエンジンが搭載された。
1989年10月、一部改良でシリーズIIとなる。GLに搭載された3.2Lエンジンが廃止され、同時にM51 3速ATがBTR 85LE 4速ATに変更される。

#### EB
1991年登場の、EAファルコンのマイナーチェンジモデルとして発売。エクステリアデザインの変更点としては、フロントのフォード「ブルーオーバル」エンブレムがボンネットからグリル内に移された点や、Cピラーのエアベントの廃止、リバースランプがリアコンビランプ内から独立して、ナンバープレートの両側に移設されたことなどが挙げられる。
メカニズム面ではV8 4.9Lエンジン搭載モデルが登場し、V8エンジンの復活が自動車誌から高く評価される。ただしこの時点ではセダンとワゴンのみの復活で、ユートのV8エンジン復活は1997年のXH型となる。また、サスペンション・ジオメトリーも変更されグリップ性能やステアリングフィールが改善された。
また、「ファルコンGT」生誕25周年を記念してスポーツタイプの「GT」が250台限定で作られ、このEB型からスポーツモデルの「XR6」と「XR8」が新たに登場した。
1992年4月、1億豪ドルが費やされて改良されたシリーズIIを発表。直6エンジンは3949ccから3984ccへとわずかに拡大され、表記上も3.9Lから4.0Lへと変更された。トランスミッションや電装系も改良され、外装もわずかに変更を受けベースモデルでもボディカラードバンパーが装備され、無塗装だったアウタードアハンドルも同色ペイントが施された。

#### ED
1993年8月、EBファルコンのマイナーチェンジモデルとして発売。
フロントグリルの形状が楕円形に変更され、XRシリーズについては丸目4灯ヘッドライトが採用された。
グレード体制の変更も行われ、「Futura」グレードが復活し、ボディカラー同色のドアミラーが装備されたほか、最上級グレードの「Ghia」がワゴンモデルには設定されなかった。
1994年8月、生産終了。

#### EF
1994年8月、EDファルコンのマイナーチェンジモデルとして発売。エクステリアデザイン・インテリアデザインが大幅に変更され、エクステリアデザインについては、フロント・リアのドアのみをEA-EDファルコンと共有し、さらにドアについてもドアハンドルの設計は変更された。ただしワゴンのリアスタイルは変更されなかった。
また、直列6気筒 4Lエンジンの出力が向上され、サスペンションにも改良が施された。
1995年10月、一部改良でシリーズIIとなり、XR6のステーションワゴンモデルが廃止されたほか、ポリカーボネート製のヘッドライトレンズが採用された。

#### EL
1996年、EFファルコンのマイナーチェンジモデルとして発売。改良には4,000万オーストラリア・ドルが費やされた。
外観での変更点としては、「GLi」と「Futura」に楕円形のフロントグリルが復活したことが挙げられる。XRシリーズについてもヘッドライトが改良され、ステーションワゴンについては、リアのウインカーがクリア化された。また、Fairmontシリーズには、専用のフロントデザインが採用された。内装についても、シートやヘッドレストの変更などが行われた。
また、サスペンションやパワーステアリングにも改良が施されたが、直6エンジンについては出力・トルクともに向上はなされなかった。
グレードは、ベースモデルの「GLi」、中級グレードの「Fairmont」、上級グレードの「Fairmont Ghia」、スポーツモデルのXRシリーズが用意された。直6エンジン搭載車には5速マニュアルトランスミッションが組み合わせられ、4速オートマチックトランスミッションがオプションとして用意された。また、V8エンジン搭載のXR8にも5速マニュアルトランスミッションが採用されたが、他のV8エンジン搭載車には4速オートマチックトランスミッションが採用された。
1997年10月、XR8に搭載されるV8エンジンの出力、トルクを向上。
1998年には生産を終了し、AUファルコンにモデルチェンジ。販売は好調で、年間販売台数はファルコン史上最高を記録し、さらに、2年間しか販売期間がなかったにもかかわらず、次期モデルのAUファルコンの4年間の販売台数を上回った。

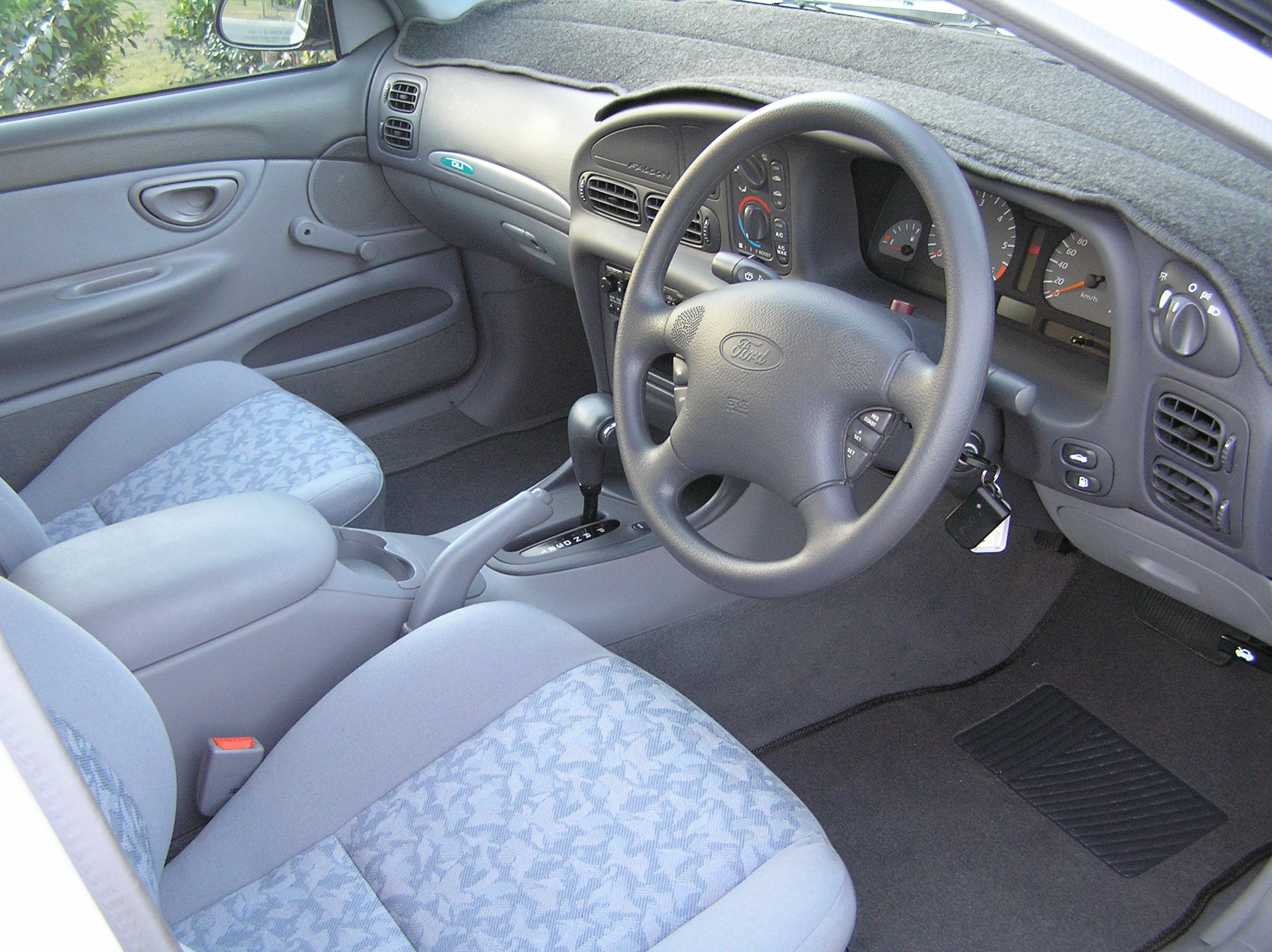
車内
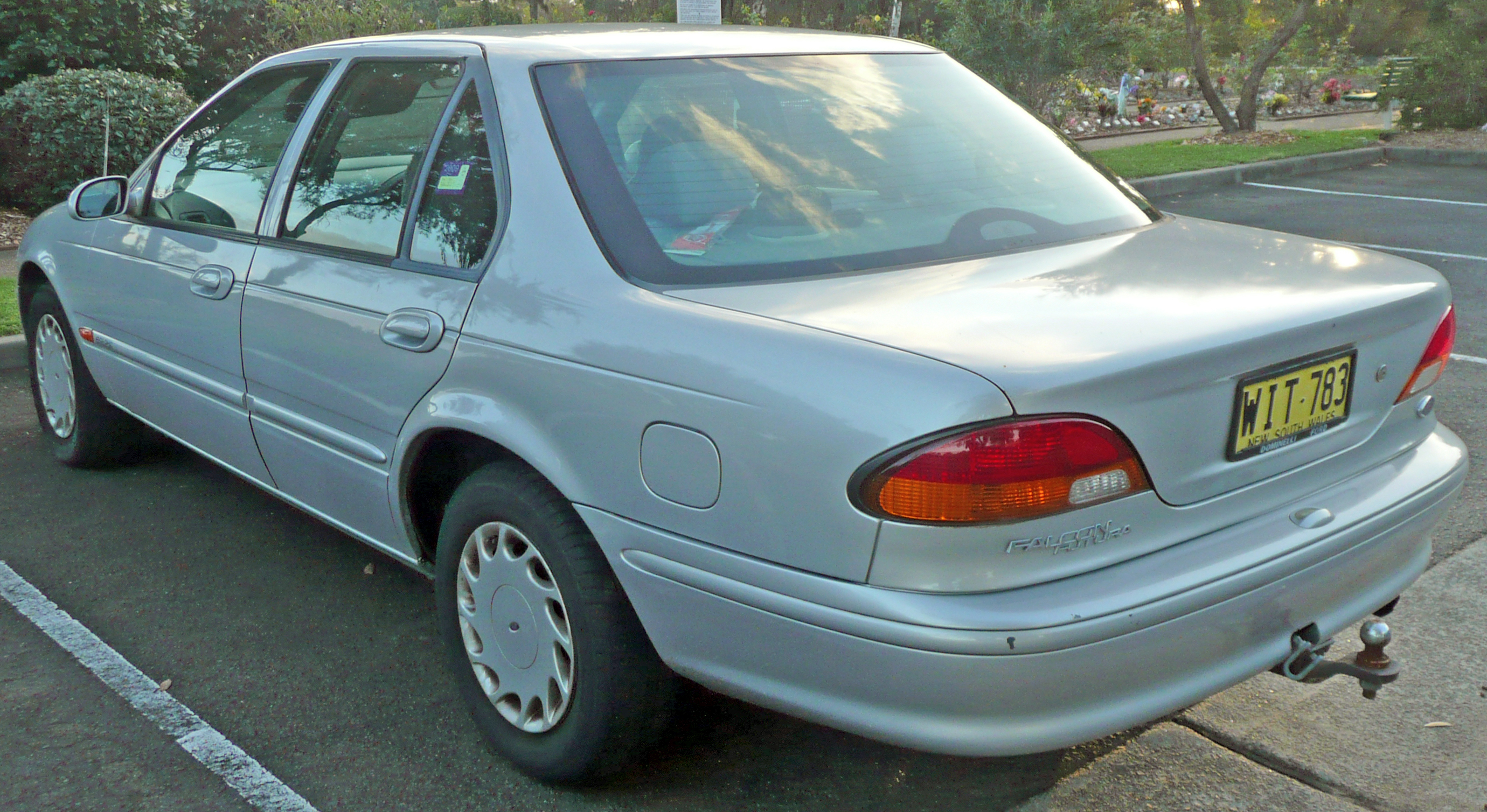
リア（セダン）
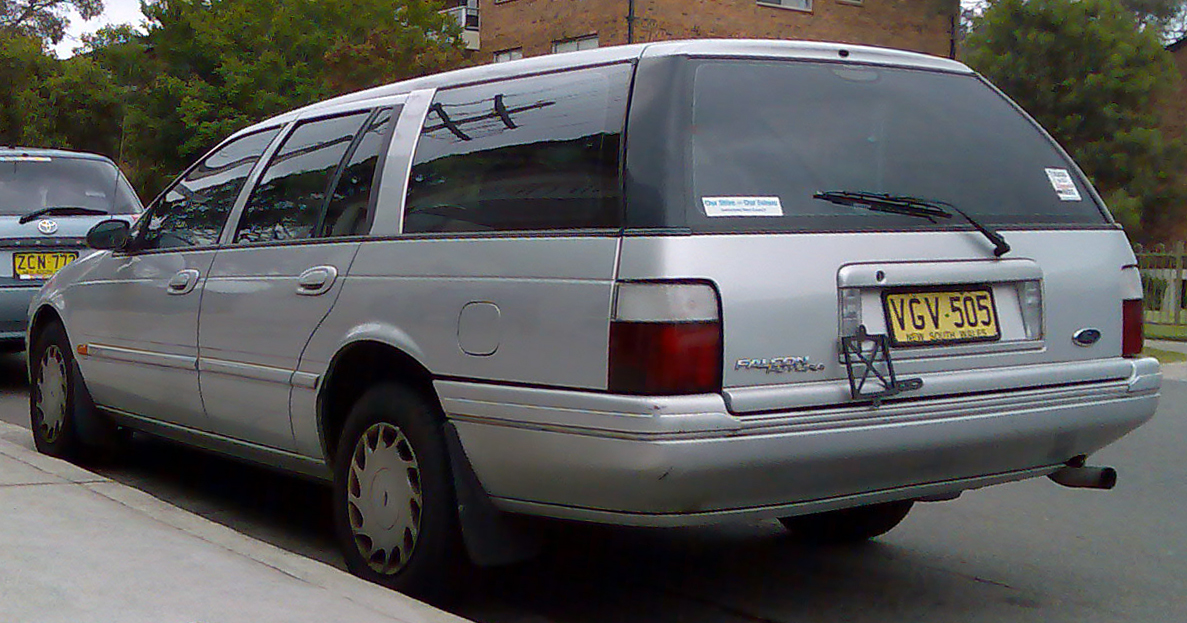
リア（ワゴン）

### 6代目（1998年 - 2008年）

#### AU
1998年9月、生産を開始。デザインコンセプトは「New Edge」で、若年層を取り込むため、これまでのファルコンとは一線を画したデザインとなった。
開発当初はトーラス、スコーピオ、マツダ・MS-9などに用いられるプラットフォームを採用するという計画もあったが、室内空間の確保やオーストラリアにおける雇用増進のため、これまでのプラットフォームを再設計して用いることとなった。設計は1994年に開始され、設計費用として7億オーストラリア・ドルを要した。
また、軽量化も図られ、ボディシェルの強度を17.5%向上。また、燃費についても8%向上させた。
グレード構成は、ベースグレードの「Forte」、その上のグレードの「Futura」、スポーツエントリーモデルの「S」、ラグジュアリーエントリーモデルの「Fairmont」、スポーツモデルのXRシリーズが用意された。なお、シリーズIには各グレードに独自のフロントグリルが装着され、XRはフロントのデザインが大幅に変更された。また、「S」についてはワゴンには設定されず、セダンのみの設定となった。
エンジンは、直列6気筒 4Lガソリンエンジンおよび4L LPGエンジン、V型8気筒 Windsor 5Lおよび5.6Lエンジンが搭載され、4速ATおよび6速MTが組み合わせられた。
エッジのきいたデザインが購入層に受けず、また大型車の不人気や、商用モデルの価格改定により、販売は振るわなかった。
1999年6月、ピックアップモデルのユートを追加。セダンとは異なり、販売は好調であった。
2000年4月、一部改良。シリーズIIとなる。フロントグリルを変更した。
2001年11月、一部改良。シリーズIIIとなる。
2002年9月、AUファルコンの生産を終了。

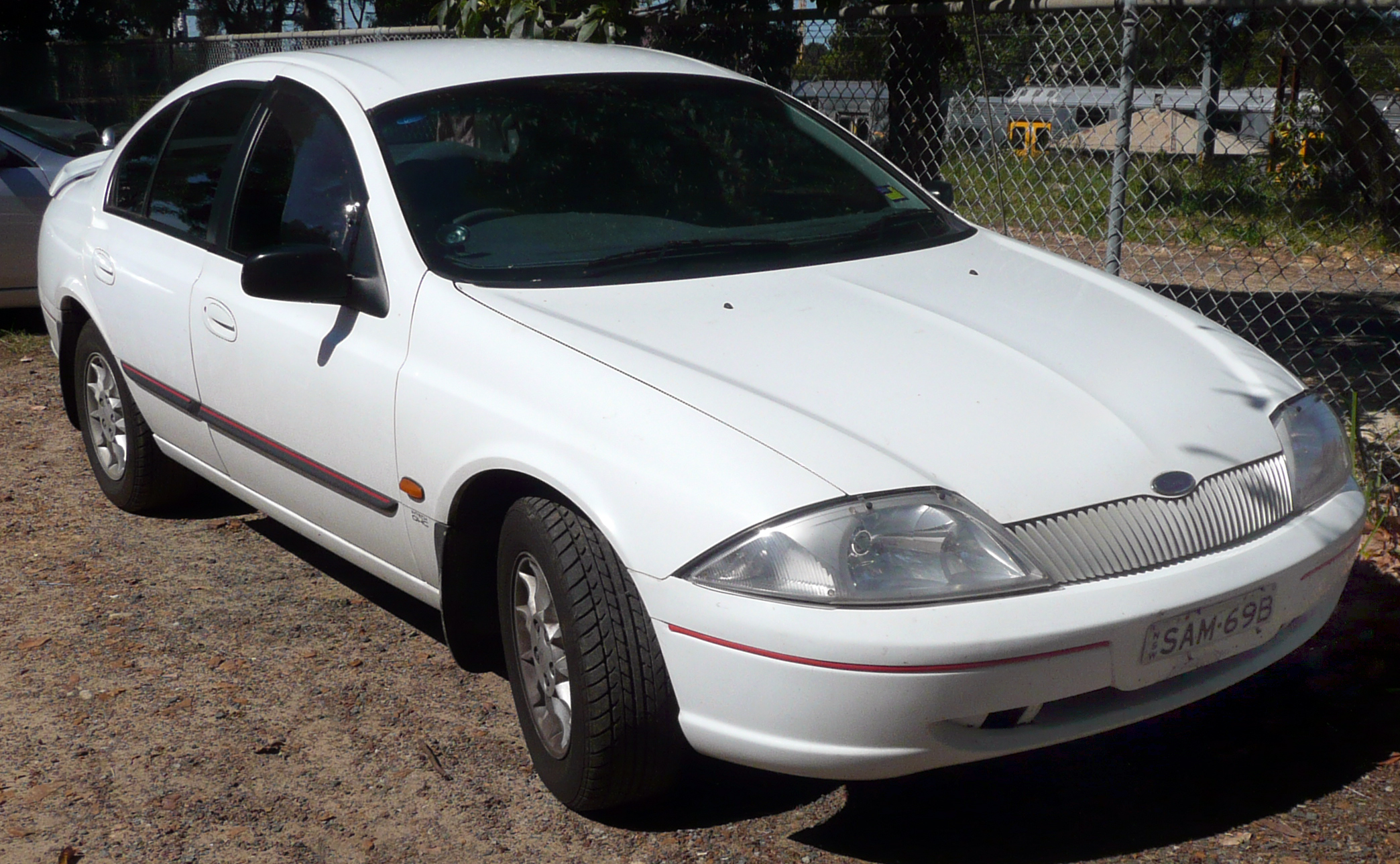
Forte シリーズI
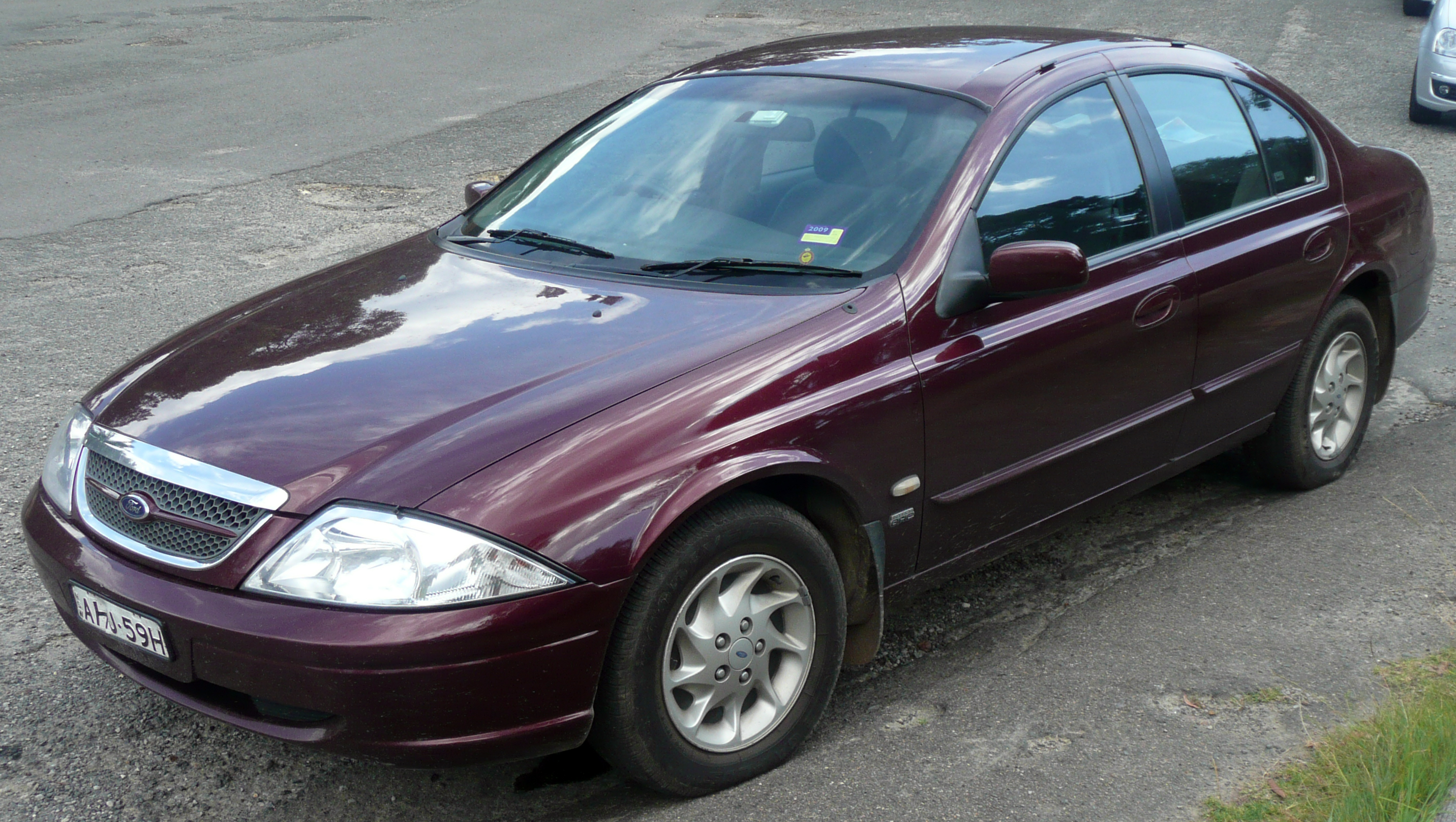
Fairmont シリーズI
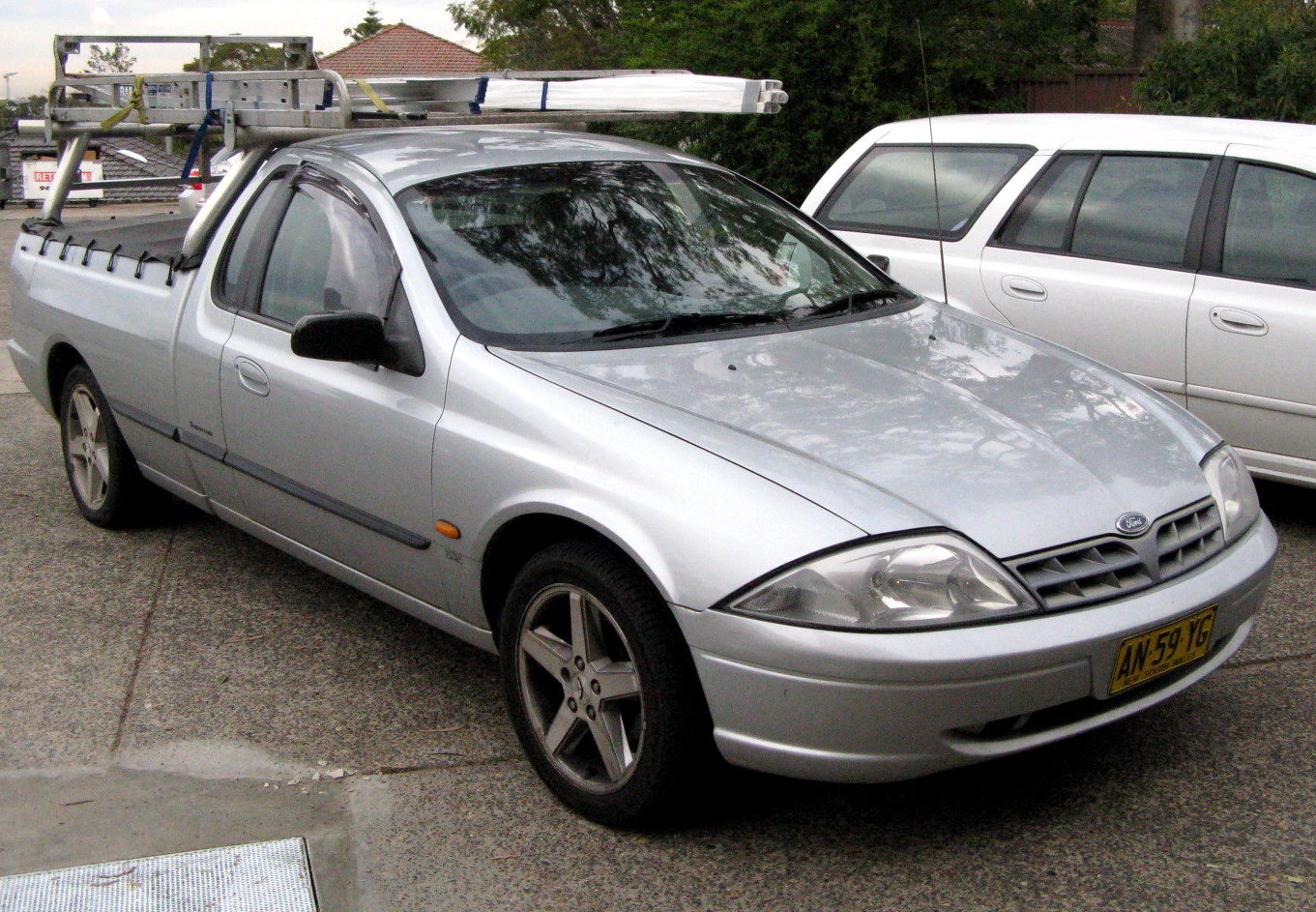
ユート

#### BA
2002年9月、AUファルコンのマイナーチェンジモデルとして生産を開始。エクステリアデザインが大幅に変更された。
開発には5億オーストラリア・ドルが投資され、約24,000時間をかけてエンジン、耐久性のテストを行った。また、サスペンションのテストにはドイツのニュルブルクリンクも利用され、アンチロック・ブレーキ・システムと横滑り防止機構については、オーストラリアのほか、スウェーデンでも調整がなされた。
デザインについては、デザインディレクターのスコット・ストロングの主導で設計され、2001年のストロング退任後は、サイモン・バターワースが設計を引き継いだ。デザインは、ヨーロピアンなデザインを取り入れることで、不評であった「New Edge」デザインを除去し、まったく新しいデザインとした。また、インテリアデザインについても、インテリアデザインディレクターのマーカス・ホットブラックらにより、ヨーロピアンなものが採用された。
また、アンテナを格納式のものからリアウインドウ部への配置に変更したことで、AUファルコンで問題となったアンテナ損壊を防いだ。
エンジンは、直列6気筒 4LエンジンはBarraエンジンに変更され、ターボエンジンのほか、LPG仕様のE-Gasエンジンもラインアップされた。V8エンジンについても、5.4LのBarraエンジンおよびBossエンジンに変更された。なお、トランスミッションについては4速オートマチックと5速マニュアルトランスミッションが用意され、また、セダンには新設計のインディペンデント・リアサスペンションが採用され、ワゴンとユートについては、リーフ式サスペンションが引き続き採用されたため、セダンのみ重量が大幅に増加した。
グレード構成は廉価モデルの「XT」のほか、「Futura」、XRシリーズ、「Fairmont」はAUファルコンに引き続き設定され、XRシリーズについては6気筒エンジンを搭載するXR6と、8気筒エンジンを搭載するXR8が用意され、ヘッドライトのデザインが変更された。
販売はAUファルコンと異なり好調で、販売シェアでは2度コモドアを上回ったが、最高販売記録を持つELファルコンには届かなかった。
安全性については、ANCAPにおいて、34ポイント中27.27ポイントを獲得し、5スター中の4スターを獲得した。
2002年12月には、36年ぶりにホイールズ誌のカー・オブ・ザ・イヤーを獲得した。また、3年にわたり4つのオーストラリアのベストカーアワードを獲得するなど、高く評価された。
2004年10月、外装など一部改良。マークIIとなる。XR6ターボとXR8には新たにボルグワーナー製のT56マニュアルトランスミッションを採用した。
2005年10月、BAファルコンの生産を終了。

#### BF
2005年10月、BAファルコンのマイナーチェンジモデルとして生産開始。
外観についてはあまり変更は加えられなかったが、安全装備については強化された。また、グレード構成もBAファルコンと同一となる。
エンジンはBAファルコンと同一のものを用いるが、出力・燃費ともに向上し、ユーロIII基準に適合した。また、これまでオートマチックトランスミッションは4速のみの設定となっていたが、一部グレードで新たにZFとボッシュにより開発されたZF 6HP26 6速ATも選択可能となった。
2006年10月6日、マイナーチェンジモデルのマークIIを発表。同月22日、発売。「XT」、「Futura」、「Fairmont」についてはフロントグリル、バンパーなどのデザインが変更され、BAファルコンとの差別化が図られる。なお、XRシリーズについては内装のみの小変更となった。
2008年5月、セダンおよびユートが生産終了され、モデルチェンジ。ワゴンについては小変更が加えられ、マークIIIとなり、生産が継続されている。なお、マークIIIは、4Lエンジン搭載車のみが用意され、XTのみが用意される。

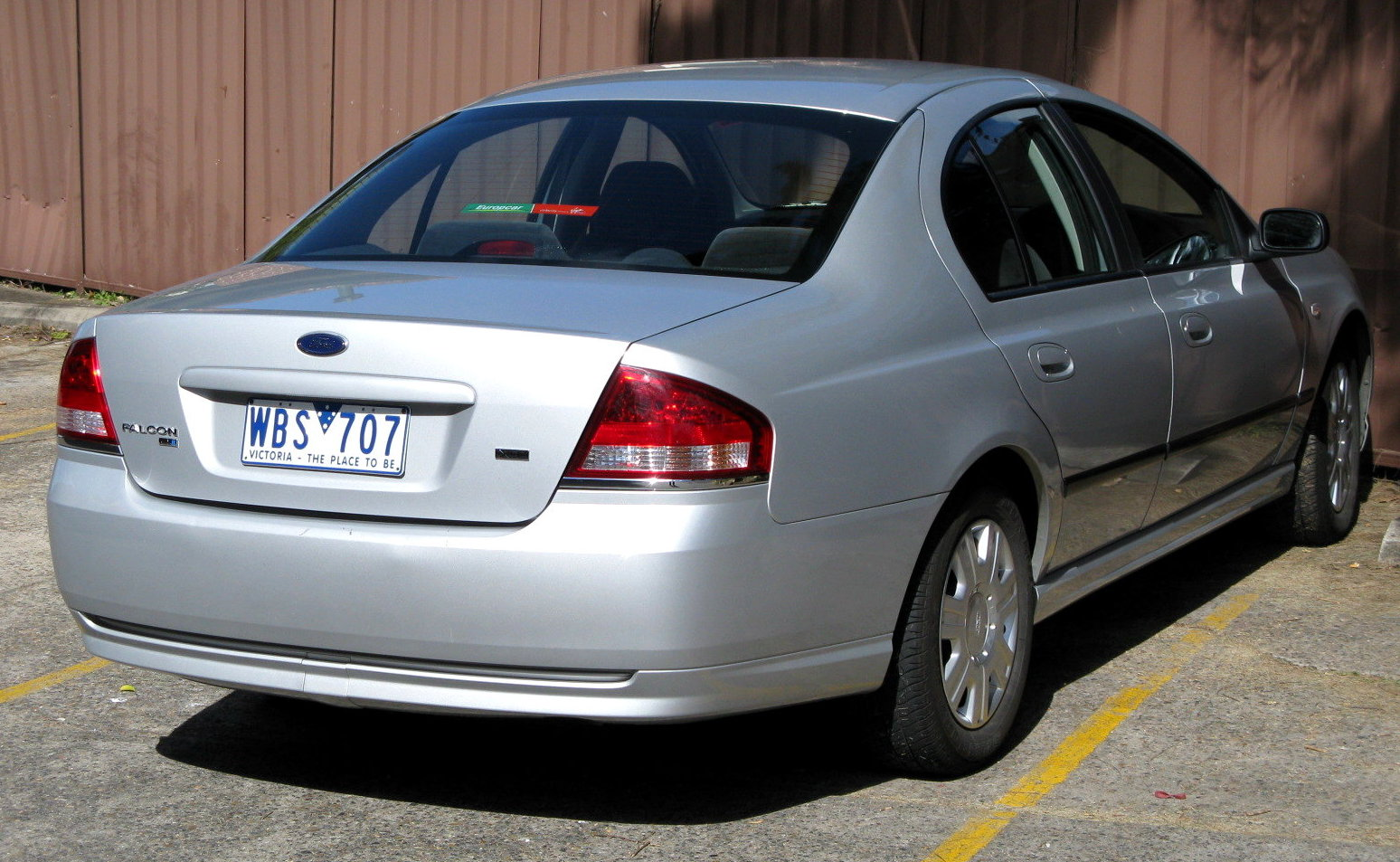
リア（セダン）
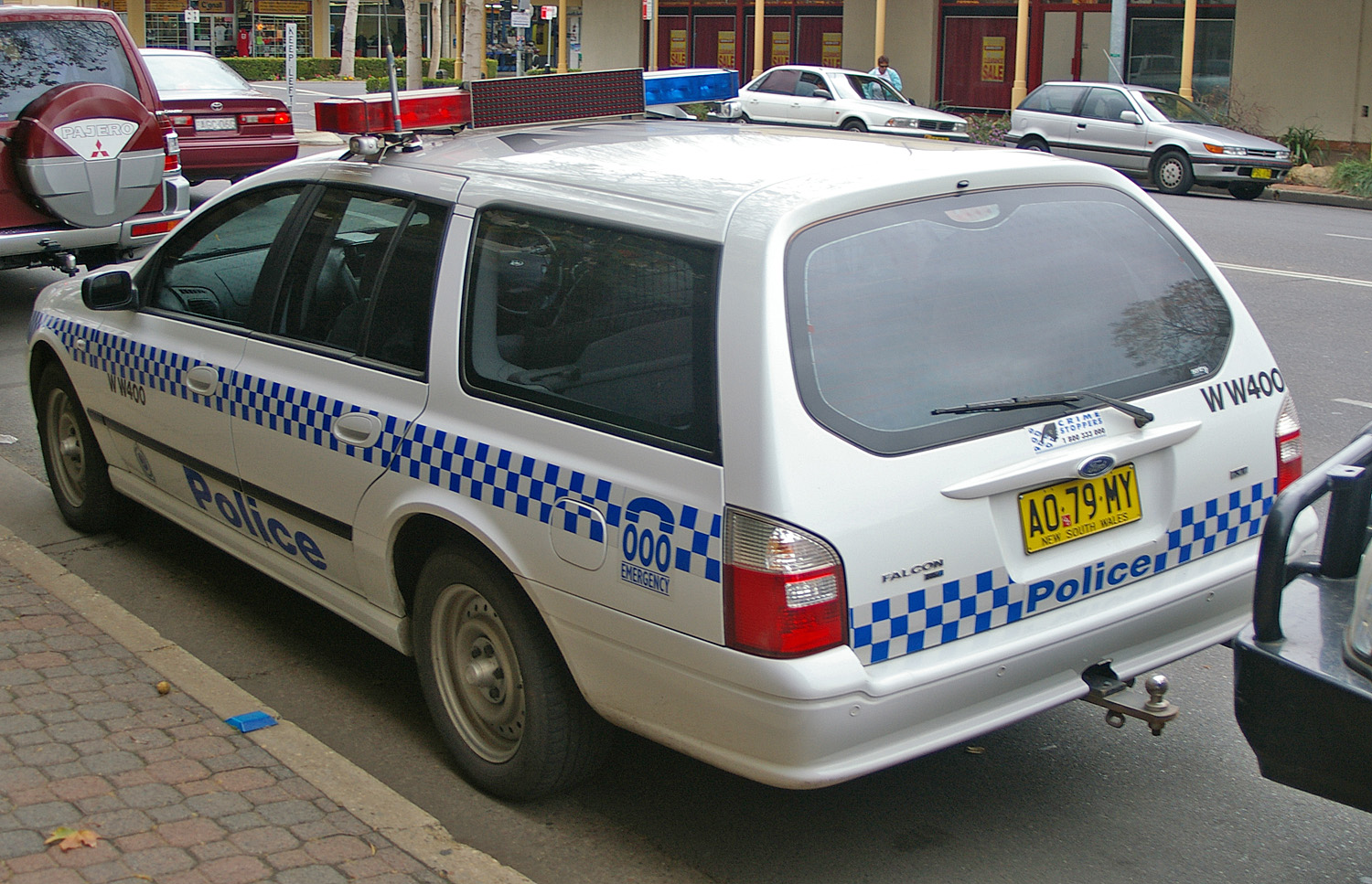
リア（ワゴン）
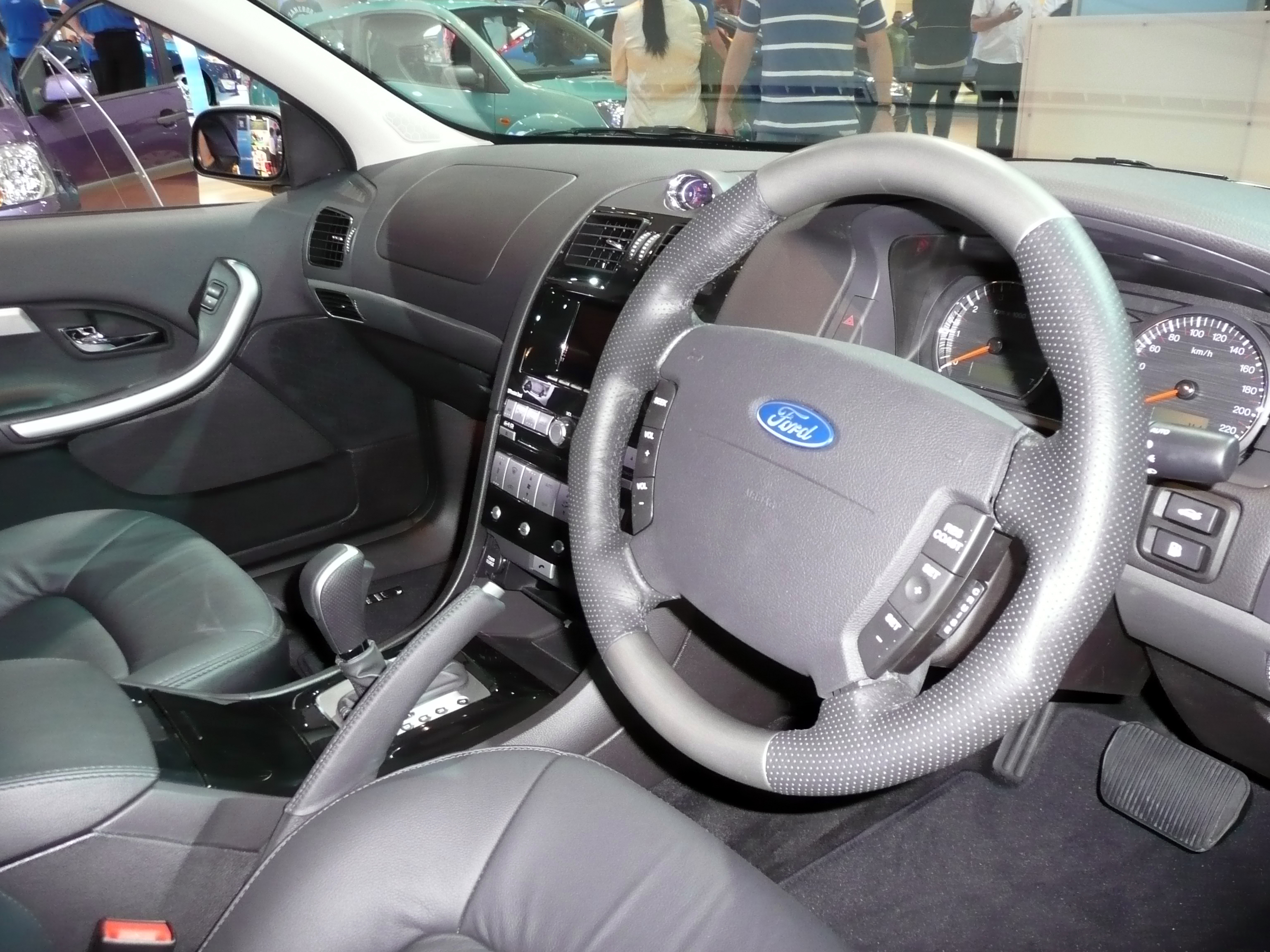
車内

### 7代目（2008年 - 2016年）

#### FG
2008年2月17日にプレスに初公開され、同年にはフルモデルチェンジし、FGファルコンとして販売が開始された。
エンジンは先代のBFファルコンと同じ直列6気筒 4Lエンジンおよび4Lターボエンジンを搭載するが、燃費・パフォーマンスともに向上しており、直列6気筒 4L LPG E-Gasエンジンも用意される。また、XR8にはV型8気筒 5.4Lエンジンが搭載される。
グレード構成は、ベースグレードの「XT」、高級仕様のGシリーズとスポーティ仕様のXRシリーズが用意され、Gシリーズについては「G6」、「G6E」、「G6Eターボ」が、XRシリーズについては「XR6」、「XR6ターボ」、「XR8」が設定される。なお、「Futura」と「Fairmont」は廃止され、それぞれ「G6」、「G6E」が代替グレードとして設定された。また、ピックアップのユートについては、ベースグレードのほか、「R6」、「XR6」、「XR6ターボ」、「XR8」が設定される。
トランスミッションは、BFファルコンの4速ATに代わり、5速ATが採用された。また、G6EシリーズおよびXRシリーズについては6速ATも選択可能であり、XRシリーズについては6速MTが標準となる。また、E-Gasモデルについては、4速ATが採用された。
安全性については、オーストラリア製の乗用車では唯一のANCAP 5スター獲得車となっており、ライバル車のホールデン・コモドアやトヨタ・オーリオンよりも高く評価されている。
2008年9月1日、一部改良。一部グレードでオプションであったアルミホイールを標準装備化。
2009年6月、V8 5.4LエンジンがEuro IV 排ガス規制に適合しないためXR8グレードを廃止する。
これにより1991年から続いていたV8エンジン搭載グレードが消滅し、V8搭載車はFPVモデルだけとなった。
2010年3月24日、フォード・オーストラリア社長Marin Burelaは、先代型のまま継続生産されていたワゴンの廃止を発表。
同年7月1日から施行される新しい排ガス規制に合わせて改良するほどの価値はないとし、6月いっぱいで生産を打ち切り後継車には欧州フォードから輸入されるモンデオ・ワゴンで対応する構え。なお月に約200台を生産していたブロウドメドウスのワゴン生産ラインは、ファルコン・セダン、ユート、テリトリーの増産に充てられる。
2010年5月、ファルコン誕生50周年記念モデルを発売。セダンGシリーズとXRそしてuteの計6グレードに設定。
外装、ドア・スカッフプレートなどに50th anniversaryバッジ、シートに50周年ロゴのエンボス加工が施され(除くG6 50th)、装備の充実も図られている。一部専用ボディカラーも設定された。
2013年5月23日、フォード・オーストラリアは2016年10月をもってオーストラリアでの生産コスト高と、売り上げ低減を理由にファルコンを廃止すると共に、ブロードメドウズ工場を閉鎖すると発表した。なお既に予定されている2014年のファルコンのマイナーチェンジは予定通り行うとしている。

#### FGX
先に発表されていた通り、ファルコンは2016年10月をもって廃止されることが決定しているため、これが最後のマイナーチェンジとなる。
2014年7月、フォード・オーストラリアは最後のファルコンとなるコードネーム201X型の画像を公開する。このFGX型は2015年モデルとして登場した6代目マスタングと同じスタイリング・テーマを採用している。外装はLED式のDRLを組み込んだ新型のヘッドライトや新意匠のテールライトなどを採用して一新しているが、内装は基本的にFG型を踏襲している。上級高性能モデルを生産していたFPVが先に閉鎖されたことにより2009年6月以降消滅していたノーマルのV8エンジン搭載車XR8が復活した。その他のグレード展開は前モデルとほぼ同じだが価格は全体的に値下げされている。
2014年8月、フォード・オーストラリアの社長であるBob Grazianoは、同国で最も認知度の高い車名の1つである「ファルコン」の最後を飾るモデルとして、この最終型の型式「FGX」にはFalconとGhiaに敬意を表しており、Xは2代目から4代目にかけての歴代モデルに敬意を表しているとその由来を明かした。
2016年10月7日、最後のファルコンが生産ラインを離れ、ブロードメドウズ工場が閉鎖された。1960年の初代登場から56年の歴史に幕を閉じた。最終生産車は博物館に展示される。